# Bisztynek (gmina)
Bisztynek – gmina miejsko-wiejska w województwie warmińsko-mazurskim, w powiecie bartoszyckim. W latach 1975–1998 gmina położona była w województwie olsztyńskim.
Siedziba gminy to Bisztynek.
Według Narodowego Spisu Powszechnego 31 marca 2011 gminę zamieszkiwało 6829 mieszkańców, z czego 2554 w mieście Bisztynek, a 4275 – na obszarach wiejskich gminy. Natomiast według danych z 31 grudnia 2019 roku gminę zamieszkiwało 6299 osób.

## Struktura powierzchni
Według danych z roku 2002 gmina Bisztynek ma obszar 203,55 km², w tym:
- użytki rolne: 80%
- użytki leśne: 10%

Gmina stanowi 15,56% powierzchni powiatu.

## Demografia

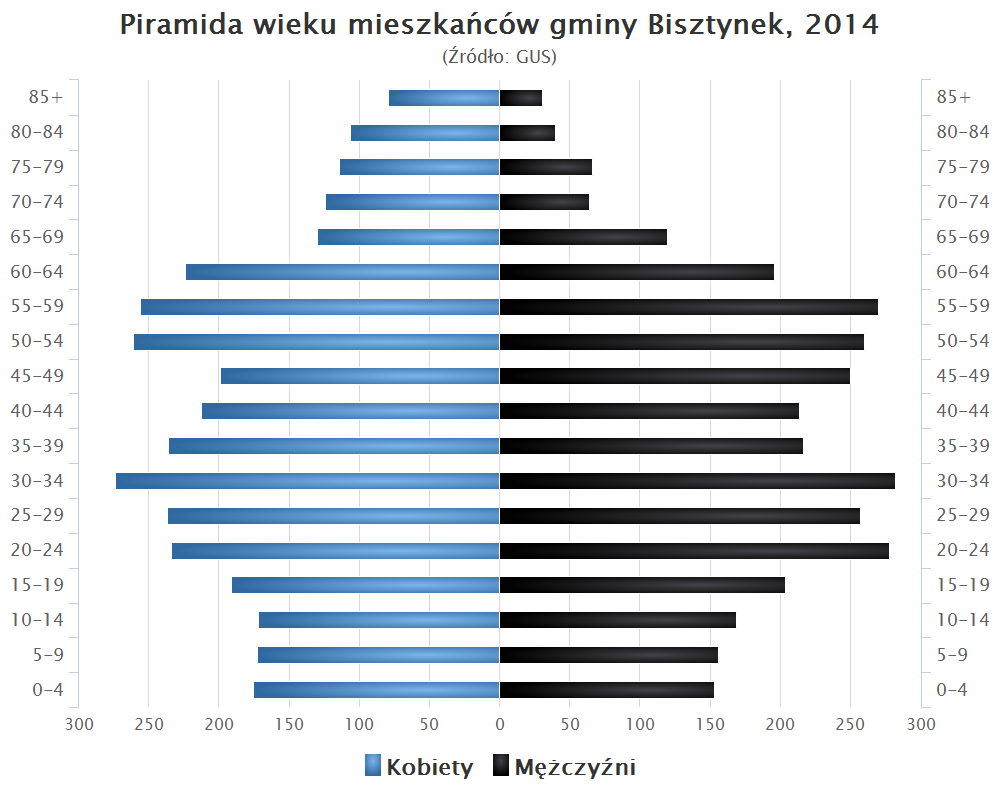
Piramida wieku mieszkańców gminy Bisztynek w 2014 roku

Dane z 30 czerwca 2004:
| Opis                              | Ogółem | Ogółem | Kobiety | Kobiety | Mężczyźni | Mężczyźni |
| --------------------------------- | ------ | ------ | ------- | ------- | --------- | --------- |
| jednostka                         | osób   | %      | osób    | %       | osób      | %         |
| populacja                         | 6861   | 100    | 3485    | 50,8    | 3376      | 49,2      |
| gęstość zaludnienia (mieszk./km²) | 33,7   | 33,7   | 17,1    | 17,1    | 16,6      | 16,6      |

## Ochrona przyrody

### Rezerwaty przyrody
- Rezerwat przyrody Polder Sątopy-Samulewo chroni rozlewisko będące lęgowiskiem ptaków wodno-błotnych[5].

### Obszary Chronionego Krajobrazu
- Obszar Chronionego Krajobrazu Doliny Rzeki Guber[5]

### Pomnik przyrody
Na terenie gminy znajdują się następujące pomniki przyrody:
| Nr | Lokalizacja                   | Nazwa                                          | Obwody              | Nr ew. | Akt prawny                                              | Zdjęcie |
| 1. | Bisztynek 200 m od cmentarza  | głaz narzutowy szary granit "Diabelski Kamień" | 28 m, (3,16 m wys.) | 132    | RLB-16/132/52 z 29.12.1952 r.                           |         |
| 2. | leśnictwo Kamieniec oddz. 235 | dąb szypułkowy                                 | 430 cm              | 962    | Dz. Urz. Woj.Warm-Maz. Nr 71, poz. 1204 z 27.10.1999 r. |         |

## Sołectwa
Bisztynek-Kolonia, Dąbrowa, Grzęda, Księżno, Lądek, Łędławki, Nowa Wieś Reszelska, Paluzy, Pleśnik, Pleśno, Prosity, Sątopy, Sątopy-Samulewo, Sułowo, Troksy, Troszkowo, Unikowo, Warmiany, Wojkowo, Wozławki.

## Pozostałe miejscowości
Biegonity, Janowiec, Kokoszewo, Krzewina, Łabławki, Mołdyty, Niski Młyn, Nisko, Swędrówka, Winiec, Wojkowo (osada).

## Sąsiednie gminy
Bartoszyce, Jeziorany, Kiwity, Kolno, Korsze, Reszel